# Altamonte Springs
Altamonte Springs város az USA Florida államában, Seminole megyében. Lakosainak száma 46 231 fő (2020. április 1.).

## Népesség
A település népességének változása:
| Lakosok száma | 41 496 | 41 920 | 46 231 |
|               | 2010   | 2012   | 2020   |